# جهت گیری رون معماری

## جهت گیری رون معماری
جهت‌گیری ساختمان‌ها و فرم‌های شهری باید بر مبنای برهم کنش آن‌ها با خورشید و بادهای غالب قرار گیرد. از آنجا که به ندرت آفتابگیری بهینه مقارن با جهت‌گیری باد می‌باشد، بنابراین در فرایند طراحی به نوعی همسازی نیازمندیم. شدت پرتوهای خورشیدی نازل بر سطوح منفرد را جهت آفتابگیری ساختمان تعیین می‌کند. معمولا، با نکته‌های پیش رو مواجه‌ایم.
سطوح افقی بیشترین میزان پرتوهای خورشیدی را دریافت خواهند کرد.
در میان سطوح عمودی بیشترین میزان پرتوهای خورشیدی نصیب غرب نما و شرق نما خواهد شد.
سطوح عمودی غرب نما و شرق نما به ترتیب در صبح و بعدازظهر پذیرای آفتاب هستند.
سطوح عمودی شمال نما و جنوب نما در عرض‌های جغرافیایی نزدیک به استوا و البته مدت کوتاهی از سال اندک پرتویی دریافت می‌کنند
در نیمکره شمالی، سطوح عمودی شمال نما در خلال فصول گرم، پرتو بیشتری دریافت می‌کنند.
سطوح عمودی جنوب نما در فصل گرم، به هنگام بالا بودن دما، پرتو کمتر و در فصل سرد، به هنگام پایین بودن دما، پرتو بیشتری دریافت می‌کنند. سطوح جنوب نما در عرض‌های جغرافیایی شمالی، پرتو بیشتری دریافت می‌دارند. این شرایط در نیمکره جنوبی برعکس است.
اگر می‌خواهیم تهویه طبیعی پیرامون و درون ساختمان‌ها بیشینه شود، باید به جهت باد نیز توجه کنیم. بیشترین فشار بر سمت بادگیر ساختمان هنگامی اعمال می‌شود که این بخش عمود بر جهت باد باشد. با وجود این، چنانچه گشودگی‌ها نسبت به جهت بادهای غالب در زاویه ۴۵ درجه قرار گرفته باشند، سرعت هوا افزایش یافته، توزیع آن در ساختمان اصلاح می‌شود.
عدم تطابق میان راستای باد و خورشید بایستی به دقت در هر مکان مورد ارزیابی قرار گیرد. هندسه پرتو خورشید را نمی‌توان تغییر داد، اما می‌توان جهت و سرعت حرکت هوا را با استفاده از عناصر خارجی و جزییان ساختمانی، مانند معماری منظر یا پیش آمدگی بام و دیوارها، تغییر داد.